# Дорткуль (гора, Білогірський район)
Дортку́ль (або Дьорткю́ль, крим. Dörtkül) — пагорб у складі Внутрішнього пасма Кримських гір, розташований на північній околиці міста Білогірськ (історична назва — Карасувбазар).

## Назва
Назва гори в перекладі з кримськотатарської мови означає «чотирикутний», «чотирикутник». У Центральній Азії подібний термін (каз. төрткүл, узб. to'rtkul) часто використовується для позначення столових гір-останців, чиї круті стіни неприступні, а вершина ніби зрізана. Проте кримський Дорткуль відрізняється тим, що з геологічної точки зору це не є останець, і назва пов'язана з відносною зовнішньою подібністю.

## Історія

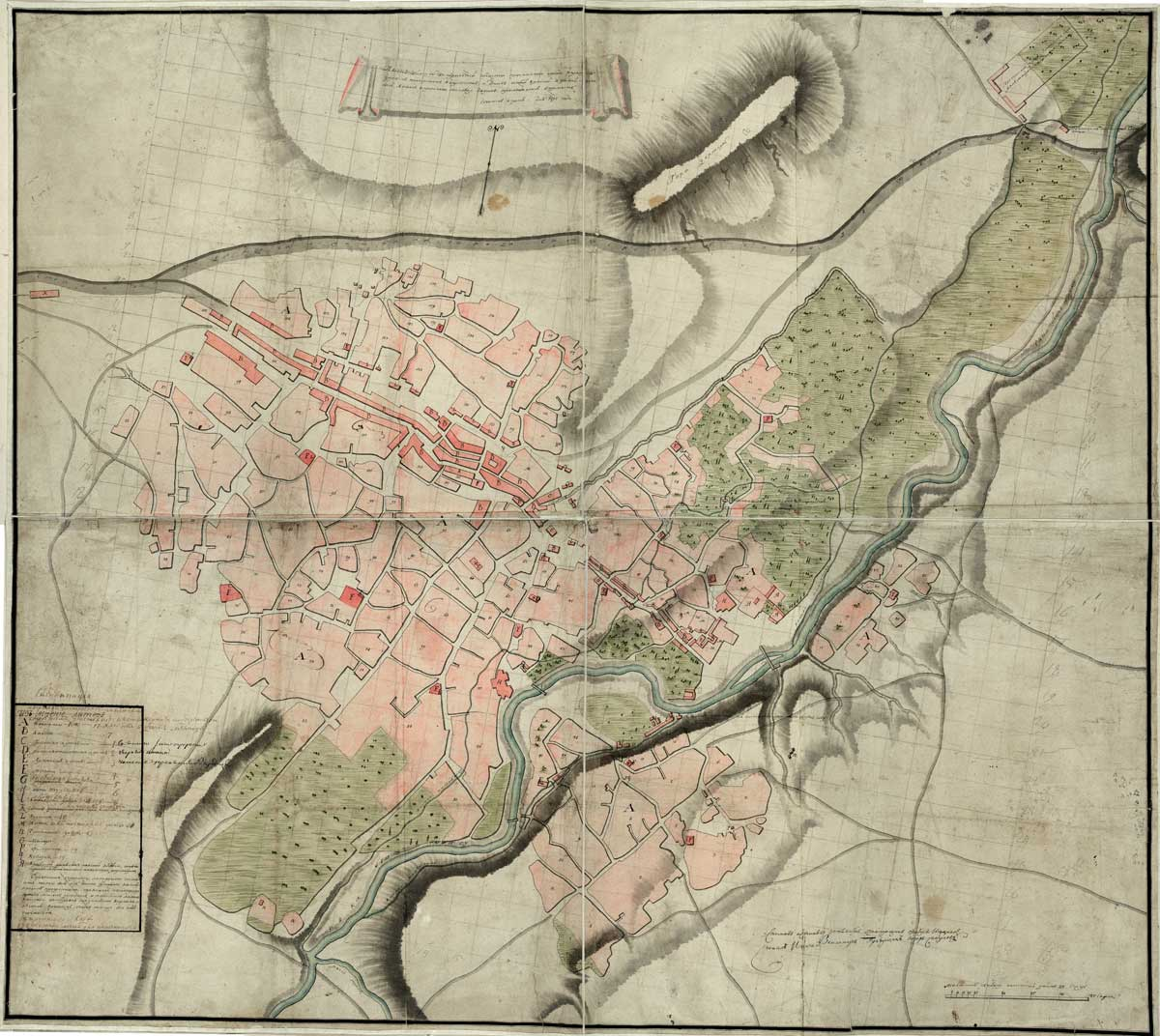
План Карасу-Базару 1797 року. Холм Дорткул на північ від дороги

З давніх часів на пагорбі існувало православне урумське кладовище для заможних городян та вельмож. Уруми, поряд із вірменами, кримськими татарами, турками та кримчаками, проживали в Карасубазарі з XIII століття.
Під час Кримської війни 1853–1856 років на горі ховали померлих захисників Севастополя. У пізніші часи на вершині пагорба ховали знатних осіб та воєначальників; тоді там стояла часовня. Надгробні плити кладовища досі можна побачити на схилах Дорткуля.
У 1960-х роках безлісі схили пагорба були терасовані та засаджені саджанцями сосни. Насадження успішно прижилися, і пагорб нині повністю вкритий зеленими насадженнями.

## Сучасність
Нині на вершині пагорба встановлено ретранслятор. У 1981 році, під час підготовки фундаменту для нього, було знайдено склеп, у якому були поховані чоловік та жінка. На основі регалій та архівних матеріалів було встановлено, що в цьому склепі поховано генерала часів Катерини II — барона фон Шица Антона Йосиповича, гусарський полк якого був розквартирований у Карасубазарі.